# Sentinel-6
Sentinel-6 è una serie di due satelliti meteorologici e oceanografici frutto di una cooperazione tra agenzie spaziali e meteorologiche europee e statunitensi: ESA, EUMETSAT, NASA e NOAA, con contributi dall'Unione europea e dal CNES.

## Caratteristiche della missione
La missione è composta da due satelliti: Sentinel-6A Michael Freilich, chiamato così in onore del direttore della divisione scientifica della NASA dal 2006 al 2019, e Sentinel-6B. Il primo è stato lanciato il 21 novembre 2020, mentre il lancio del secondo è previsto per il 2025.
La missione è anche chiamata Jason-CS (dall'inglese Jason-Continuity of Service), dove Jason è a sua volta il nome di una serie di satelliti messi in orbita nel corso degli anni per studiare la circolazione termoalina e le sue interazioni con l'atmosfera terrestre.
I satelliti dovranno anche proseguire l'attività di misurazione delle variazioni del livello del mare, che prosegue ininterrottamente dal lancio del satellite franco-statunitense TOPEX/Poseidon nel 1992. Con i due satelliti Sentinel-6, questa attività dovrebbe continuare almeno fino al 2030, fornendo quasi quarant'anni di misurazioni del livello dei mari e dei cambiamenti nelle correnti oceaniche.
La missione è anche parte del programma Copernicus dell'ESA.
Le partecipazione delle quattro agenzie al progetto è così suddivisa:
- EUMETSAT guida lo sviluppo della missione ed è il principale responsabile per il segmento di terra, gestisce le operazioni di entrambi i satelliti e co-finanzia Sentinel-6B;
- ESA è responsabile dello sviluppo di Sentinel-6A, dei processori di bordo, della fase di lancio e prima messa in orbita e dell'acquisizione di Sentinel-6B per conto di EUMETSAT e della Commissione europea;
- NASA fornisce il lancio di entrambi i satelliti, alcuni strumenti di bordo e supporto al segmento di terra e contribuisce alle operazioni e all'analisi dei dati ottenuti.
- NOAA fornisce una stazione di terra per la ricezione dei dati dei satelliti situata a Fairbanks, in Alaska.

Inoltre la Commissione europea co-finanzia la costruzione di Sentinel-6B con EUMETSAT e finanzia le operazioni di entrambi i satelliti e la fase LEOP di Sentinel-6B.

## Strumentazione

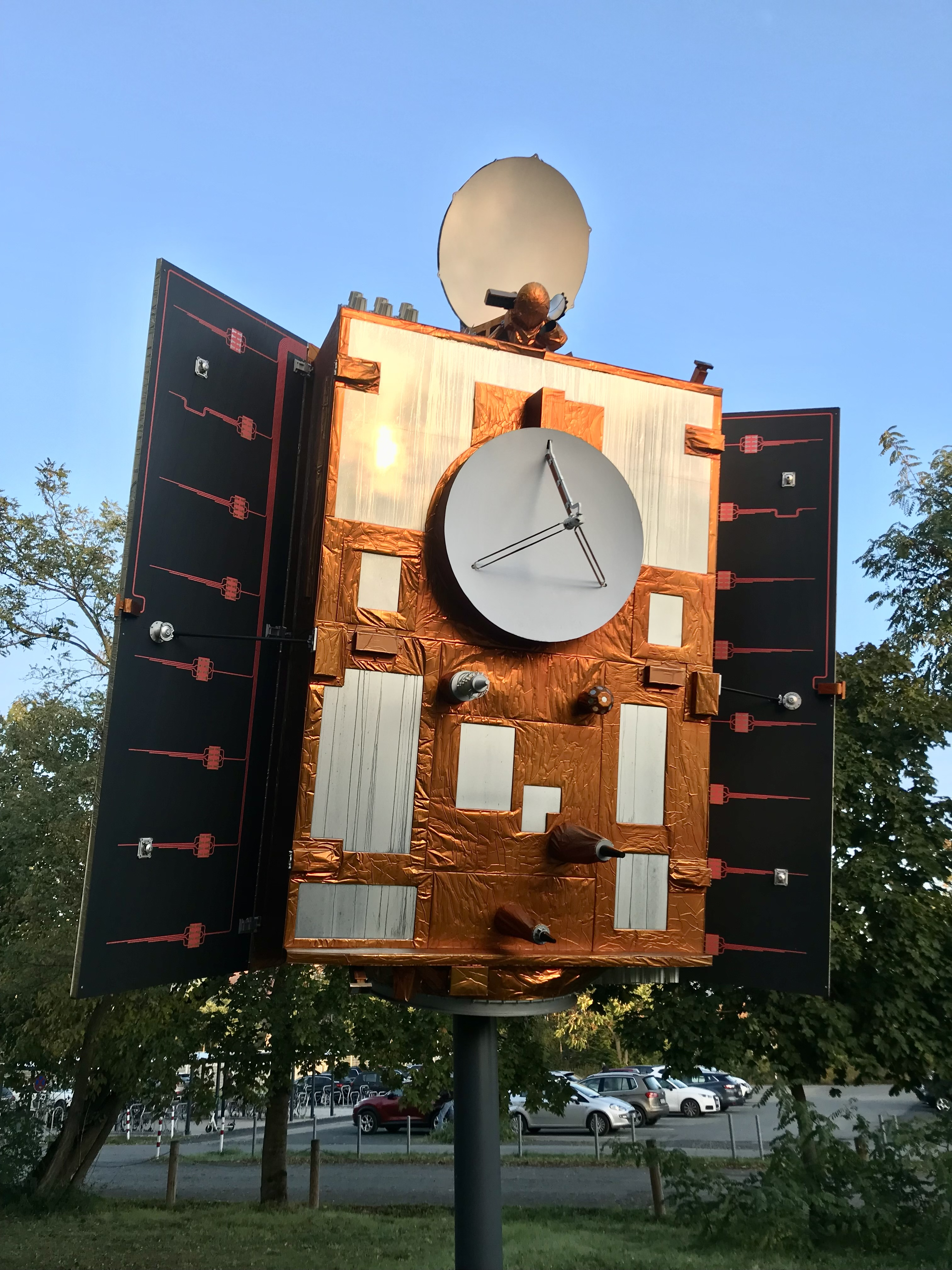
Modello di Sentinel-6 presso EUMETSAT.

I satelliti avranno a bordo i seguenti strumenti:
- un radioaltimetro in doppia frequenza (bande C e Ku) fornito dall'ESA;
- un radiometro a microonde fornito dalla NASA;
- ricevitore GNSS per la determinazione precisa dell'orbita, fornito dall'ESA;
- un ricevitore DORIS fornito dal CNES;
- un riflettore laser fornito dalla NASA;
- uno strumento di radio-occultamento fornito dalla NASA.

I satelliti dispongono anche di due antenne per la trasmissione dei dati: una in banda S e una in banda X. I dati scientifici vengono scaricati dalle stazioni di terra di Kiruna e Fairbanks.